# Polystichum trapezoideum
Polystichum trapezoideum är en träjonväxtart som först beskrevs av Ren-Chang Ching, Amp; K. H. Shing och K. H. Shing, och fick sitt nu gällande namn av Li Bing Zhang. Polystichum trapezoideum ingår i släktet Polystichum och familjen Dryopteridaceae. Inga underarter finns listade.